# MK-212
MK-212 (CPP, 6-hloro-2-(l-piperazinil)pirazin) je serotoninski agonist. On promoviše sekreciju serumskog prolaktina i kortizola kod ljudi.